# Comuna Martijanec, Varaždin
Martijanec este o comună în cantonul Varaždin, Croația, având o populație de 3.843 de locuitori (2011).

## Demografie
Componența etnică a comunei Martijanec
     Croați (99,58%)
     Necunoscut (0,03%)
     Neclasificat (0,21%)
Componența confesională a comunei Martijanec
     Catolici (98,07%)
     Necunoscută (0,6%)
     Alte religii (1,33%)
Conform recensământului din 2011, comuna Martijanec avea 3.843 de locuitori. Din punct de vedere etnic, majoritatea locuitorilor (99,58%) erau croați. Apartenența etnică nu este cunoscută în cazul a 0,03% din locuitori. Din punct de vedere confesional, majoritatea locuitorilor (98,07%) erau catolici. Pentru 0,6% din locuitori nu este cunoscută apartenența confesională.